# Ергенинский источник
Ергенинский источник — самоизливающийся источник минеральной воды, региональный памятник природы. Расположен в Кировском районе Волгограда.

## История
Ергенинский (от названия местности Ергени) источник известен более 200 лет. В 1775 году сарептский врач Иван Якимович Вир, узнав о целебных свойствах источника у местного населения, исследовал его воду в местной аптеке и описал её; благоустроил источник и стал применять воду в лечебных целях.
Здесь был создан один из первых русских курортов, а вода первой из отечественных минеральных вод начала разливаться в бутылки.

## Месторождение

### Геологическая характеристика
В геологическом строении месторождения принимают участие глины палеогена, кварцевые пески неогена мощностью до 50 метров и толща глин четвертичного периода.

### Современное состояние
Действующий водозабор состоит из 2 скважин, которые вскрыли водоносный горизонт на глубинах от 18 до 87 метров. Скважины расположены на расстоянии полукилометра друг от друга и работают без взаимодействия. Вода из скважин самоизливается и дает до 36 кубических метров в сутки.
Пригодные для использования воды были вскрыты скважиной № 1 в отложениях нижнего мела на глубине 514—531 метра.

## Минеральные воды
Воды более высокой минерализации, интересные в бальнеологическом отношении, вскрыты скважиной 951 метра. Минерализация — 33,6 гр/л, температура на устье — 27 °C.
Ергенинские воды обладают широким диапазоном показаний к лечебному применению при заболеваниях органов пищеварения. По физическим свойствам вода Ергенинского источника прозрачна, на вкус соленая с горьковатым привкусом, температура воды постоянная — 10,6 °C. По химическому составу вода относится к типу сульфатно-хлоридных кальциево-натриевых вод, минерализация 5,8 г в литре, с санитарной точки зрения вода безупречна.
В Ергенинской воде отсутствуют нитритные, нитратные и аммонийные соединения, многократные бактериологические пробы показали колититр выше 330 мг, что свидетельствует о возможности её использования без обеззараживания.

## Признание памятником
Объявлялся памятником следующими решениями:
- Решением Исполкома Волгоградского Областной Совета от 15 января 1975 года № 2/32
- Решением Исполкома Кировского районного Совета народных депутатов от 2 июля 1980 года № 12/431
- Решением Малого Совета Волгоградского областного Совета народных депутатов 25 февраля 1993 года № 6/41 — особо охраняемой территорией Волгограда

Взят на учёт Департаментом по охране окружающей среды и природных ресурсов администрации Волгограда.